# A Wonder Story - Il libro di Christopher
A Wonder Story - Il libro di Christopher è un romanzo di Raquel Jamillo pubblicato il 10 febbraio 2015 sotto lo pseudonimo di R. J. Palacio. È il secondo spin-off del romanzo Wonder.

## Trama
Christopher è il migliore amico di Auggie da quando sono nati, hanno avuto anche altri due amici, Zach e Alex. Quando ha 8 anni, si trasferisce a Bridgerport insieme ai suoi genitori. Dopo un po' di tempo si separano. Nel corso del tempo perde i contatti con il suo migliore amico, anche se a volte viene a trovarlo, anche Zach e Alex perdono un po' i contatti con Auggie
La storia inizia una mattina quando il protagonista deve andare a scuola, ma si dimentica le scarpe per fare ginnastica, il trombone e una ricerca di scienze e chiede alla mamma di andare a prendere la roba a casa.
A scuola non potrà consegnare la ricerca, oppure fare ginnastica poiché non ha le scarpe, viene preso in giro una ragazza più grande di lui che fa il corso di musica. Quando esce da scuola, dopo la lezione di musica è venuto il papà a prenderlo a scuola, Christopher così chiede cosa sia successo alla mamma: si scopre che è rimasta vittima di un incidente stradale, ma per fortuna sta bene